# 马拉尼昂河畔圣弗朗西斯科
马拉尼昂河畔圣弗朗西斯科是巴西马拉尼昂州的一个市镇。总面积2745.804平方公里，总人口13373人，人口密度4.9人/平方公里。